# Frankie Montecalvo
Pas d'image ? Cliquez ici
Frankie Montecalvo, né le 28 décembre 1990 à Highland aux États-Unis, est un pilote automobile américain.

## Palmarès

### 24 Heures du Mans
| Année | Écurie            | Coéquipiers                   | Voiture                | Classe   | Tours | Pos. | Class Pos. |
| ----- | ----------------- | ----------------------------- | ---------------------- | -------- | ----- | ---- | ---------- |
| 2012  | Luxury Racing     | Pierre Ehret Gunnar Jeannette | Ferrari 458 Italia GT2 | LMGTE Am | 146   | Abd. | Abd.       |
| 2014  | 8Star Motorsports | Gianluca Roda Paolo Ruberti   | Ferrari 458 Italia GT2 | LMGTE Am | 330   | 23e  | 4e         |

### European Le Mans Series
| Année | Ecurie     | Châssis                | Moteur                | Classe | 1     | 2     | 3     | 4     | 5     | Position | Points |
| ----- | ---------- | ---------------------- | --------------------- | ------ | ----- | ----- | ----- | ----- | ----- | -------- | ------ |
| 2013  | RAM Racing | Ferrari 458 Italia GT2 | Ferrari 4,5 l V8 Atmo | LMGTE  | SIL 3 | IMO 3 | RBR 3 | HUN 6 | LEC 5 | 5e       | 63     |